# Priboaia
Priboaia – wieś w Rumunii, w okręgu Ardżesz, w gminie Bălilești. W 2011 roku liczyła 491 mieszkańców.